# Heinrich Büssing

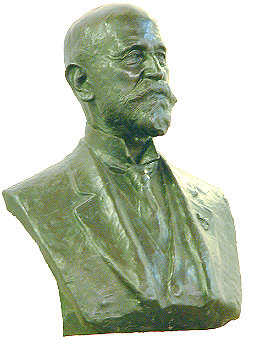
Bronzebüste im Heinrich-Büssing-Haus

Heinrich Büssing (* 29. Juni 1843 in Nordsteimke, heute Wolfsburg; † 27. Oktober 1929 in Braunschweig) war ein deutscher Erfinder und Unternehmer. Als Konstrukteur war er ein Pionier des Lastkraftwagen- und Omnibus-Baus. Er besaß fast 250 Patente und gründete erfolgreich mehrere Unternehmen, darunter die spätere Büssing AG.

## Leben

### Kindheit und Ausbildung

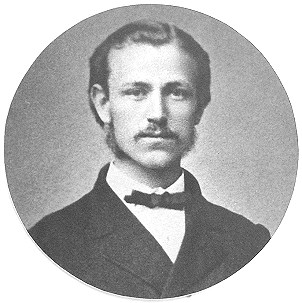
Heinrich Büssing als junger Mann

Heinrich Büssing kam als zweites Kind und ältester Sohn des Dorfschmieds Johann Heinrich Büssing und seiner Ehefrau zur Welt. Er hatte acht Geschwister, von denen fünf schon im Kindesalter verstarben. Der Vater betrieb die Dorfschmiede in Nordsteimke und kam selbst aus einer alten Schmiede-Familie, in der dieser Berufszweig bis zum Großvater nachweisbar war. Büssings Mutter gehörte zum Familienzweig der von Steimker. Die Familie war bereits im 13. Jahrhundert in Nordsteimke ansässig.
Büssing half bereits als Kind in der väterlichen Schmiede mit. Nach seiner Schulzeit in einer einklassigen Volksschule von 1849 bis 1857 erlernte er in zwei Jahren das Schmiedehandwerk von seinem Vater. 1859 legte er vor der Schmiede- und Schlossergilde in Vorsfelde sein Gesellenstück ab, ein geschmiedetes Hufeisen. Später bezeichnete Büssing den väterlichen Betrieb als beste Lehrstätte. Ein Dorfschmied auf dem Lande hatte weite Bereiche des Handwerks abzudecken. Nach der Lehre arbeitete Büssing noch zwei Jahre lang bei einem Schmiedemeister im 30 Kilometer entfernten Braunschweig als Schmiedegeselle bei 12- bis 14-stündiger Arbeitszeit (außer sonntags). Mit Erreichen des 18. Lebensjahres begab sich Heinrich Büssing 1861 auf Wanderschaft. Er zog für eineinhalb Jahre durch Brandenburg, Sachsen, Franken, Bayern, Württemberg bis in die Schweiz. In seiner Wanderzeit sah Büssing voraus, dass die Zukunft nicht dem Handwerk, sondern der industriellen Großproduktion gehörte. Da er seine Bildung als unzureichend empfand, schrieb er sich 1863 gegen den Willen seines Vaters und obwohl er nur eine Dorfschule besucht hatte, am Braunschweiger Collegium Carolinum (der späteren Technischen Hochschule Braunschweig) als Gasthörer ein und studierte drei Jahre lang Maschinenbau und Bautechnik. Er war – wie später sein Sohn Max Büssing – Angehöriger des Corps Teutonia-Hercynia Braunschweig.

### Familie

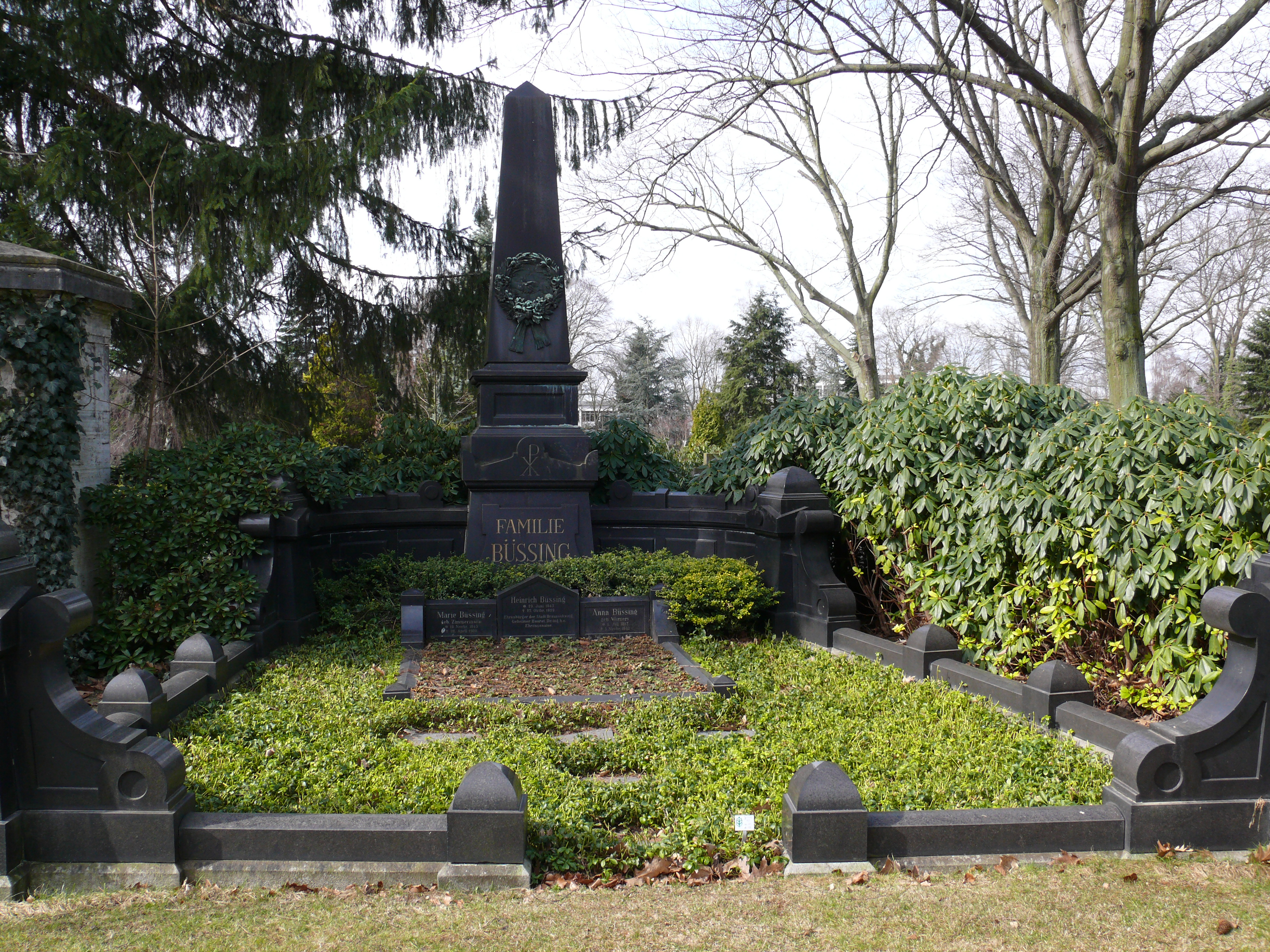
Grabstätte Heinrich Büssings auf dem Hauptfriedhof Braunschweig

Nach dem Ende seines Studiums 1866 wurde Heinrich Büssing wegen bedeutender Brustschwäche vom Militärdienst zurückgestellt. Zwei Jahre später heiratete er Marie Zimmermann, die Tochter des Hausverwalters der Hochschule. Aus der Ehe gingen fünf Kinder hervor. Nach dem Tod seiner Frau im Jahr 1900 heiratete Büssing im Alter von 67 Jahren Anna Werners, die Tochter des Dürener Oberbürgermeisters.
1907 heiratete Büssings Tochter Hedwig (genannt Hete) den Wiener Techniker Anton Fross. Dieser gründete 1909 in Wien-Brigittenau eine Maschinenfabrik, die ab 1915 unter dem Namen Fross-Büssing Lastkraftwagen unter Lizenz des Schwiegervaters produzierte.
Büssing verlor im Ersten Weltkrieg zwei seiner Enkel, beide hießen wie ihr Großvater Heinrich Büssing und fielen als Soldaten der Fliegertruppe 1915 und 1918. Heinrich Büssings Schwiegerenkel war der mit Ilse Egger-Büssing, geborene Büssing, verheiratete Rudolf Egger-Büssing.

### Auszeichnungen
Am 26. November 1909 verlieh die Technische Hochschule Braunschweig Heinrich Büssing die Ehrendoktorwürde eines Doktor-Ingenieurs Ehren halber (Dr.-Ing. E. h.), diese Auszeichnung galt seiner Leistung zur Sicherung des Eisenbahnverkehrs und der Entwicklung von Lastkraftfahrzeugen. 1916 erhielt er den Ehrentitel Geheimer Baurat. Am 19. November 1920 wurde er zum „Ehrenbürger“ der Technischen Hochschule Braunschweig ernannt (kurz darauf in „Ehrensenator“ umbenannt). 1923 verlieh ihm die Stadt Braunschweig die Ehrenbürgerwürde. Büssing war auch Ehrenmitglied des Braunschweiger Bezirksvereins des Vereins Deutscher Ingenieure (VDI). Dem VDI gehörte er seit den 1880er-Jahren an.
Im Gedenken an Heinrich Büssing verleiht der Braunschweigische Hochschulbund jährlich den Heinrich-Büssing-Preis für herausragende Leistungen von Nachwuchswissenschaftlerinnen und -wissenschaftlern.

### Unternehmungen

#### Anfänge

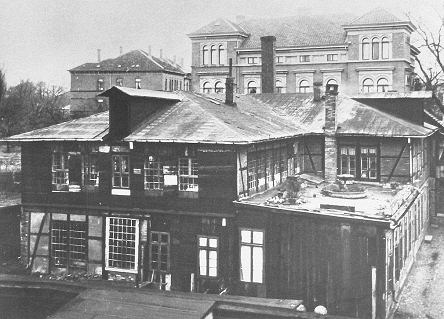
Büssing erstes erfolgreiches Unternehmen, die Braunschweiger Eisenbahnsignal-Bauanstalt Max Jüdel & Co (um 1900)

1869 gründete Büssing in Braunschweig sein erstes Unternehmen, eine „Velocipedes-Fabrik“. In einer kleinen Werkstatt produzierte er Fahrräder, die er selbst erfunden hatte. Dabei beschäftigte er schon einige Arbeiter. Der Deutsch-Französische Krieg von 1870/71 zerstörte aber seine weltweiten geschäftlichen Verbindungen. Die nächste Unternehmensgründung war 1870 eine Maschinenbauanstalt in den alten Werkstatträumen. Sie brachte ihm nur wirtschaftliche Schwierigkeiten und hohe Schulden ein. Erfolgreich verlief die von Büssing 1873 gegründete Eisenbahnsignal-Bauanstalt Max Jüdel & Co. Geldgeber war der jüdische Kaufmann Max Jüdel aus Braunschweig. Büssing erwarb im Eisenbahn-Signalwesen 92 Patente. Dank seines Erfindergeistes konnte der englische Vorsprung im Signalbau-Wesen von Deutschland aufgeholt werden. Das gutgehende Unternehmen lieferte in rund 30 Jahren über 1.000 Stellwerke aus.

#### Nutzfahrzeugbau
1903 kam es bei Büssing zu einem radikalen beruflichen Bruch. Statt im Alter von 60 Jahren den Ruhestand zu genießen, zog er sich mit seinen Anteilen aus der „Eisenbahnsignal-Bauanstalt“ zurück. Damit gründete er in Braunschweig die „Heinrich-Büssing-Spezialfabrik für Motorwagen und Motoromnibusse“. Das Unternehmen produzierte Lastwagen und Omnibusse.
1908 gründete Büssing mit seinen Lastfahrzeugen in Berlin die erste Kraftverkehrsgesellschaft der Welt. 1914 entwickelte Büssing im Auftrag der Obersten Heeresleitung den Büssing-A5P-Panzerspähwagen.
Heinrich Büssing wurde zu einem Pionier der Fahrzeugentwicklung und erwarb in diesem Bereich über 150 Patente. Dank seiner Schaffenskraft trug er zur Führungsposition Deutschlands im weltweiten Nutzfahrzeugbau bei. Büssing-Omnibusse waren im Großstadtverkehr von Berlin und London unterwegs. Nach Büssings Tod 1929 führten seine Söhne das Unternehmen weiter, das 1952 rund 4.500 Menschen beschäftigte. In den 1960er Jahren wurde das Familienunternehmen in eine Aktiengesellschaft, die Büssing AG umgewandelt, die bald in die allgemeine Absatzkrise rutschte. Als Großaktionär stieg die Maschinenfabrik Augsburg-Nürnberg (MAN) ein. Dies führte 1971 zur Übernahme durch den MAN-Konzern. Von der Büssing AG überlebte nur das alte Firmenlogo, der Braunschweiger Löwe, der bis heute den Kühlergrill von MAN-Nutzfahrzeugen ziert.

Erster Büssing-Lastkraftwagen (Modell)
Erster Büssing-Bus (Modell), Strecke Wendeburg-Braunschweig
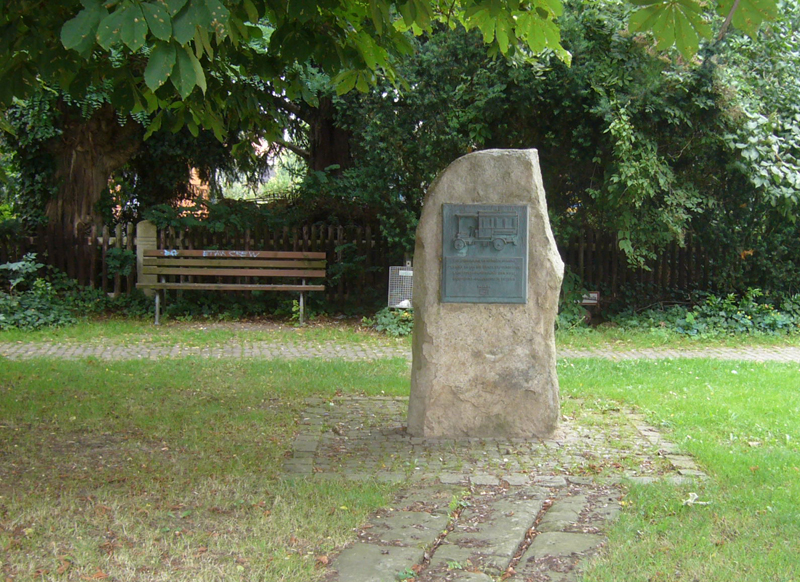
Denkmal der ersten Omnibuslinie in Wendeburg
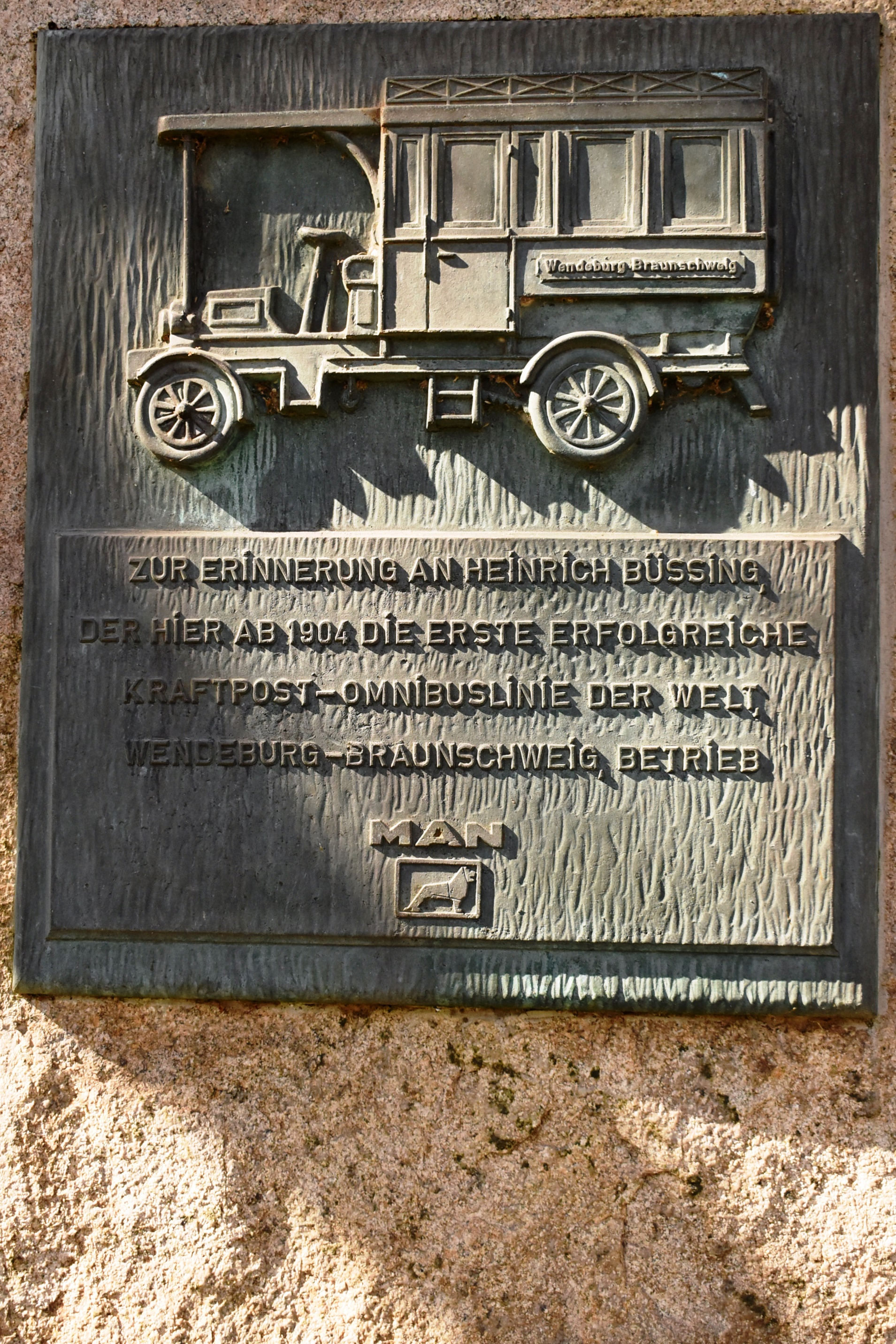
Denkmal der ersten Omnibuslinie in Wendeburg, Detail

### Buslinie
Mit der Gründung der „Automobil-Omnibus-Betriebs-Gesellschaft Braunschweig“ richtete Büssing 1904 eine Buslinie ein. Sie diente der praxisnahen Erprobung der von ihm entwickelten Fahrzeuge. Fahrplanmäßig verkehrte ein Omnibus für 20 Personen mit 25 km/h Höchstgeschwindigkeit auf der 15 Kilometer langen Strecke Wendeburg-Braunschweig. Weitere Buslinien folgten (zum Beispiel im Harz: Braunlage–Bad Harzburg).

## Museum

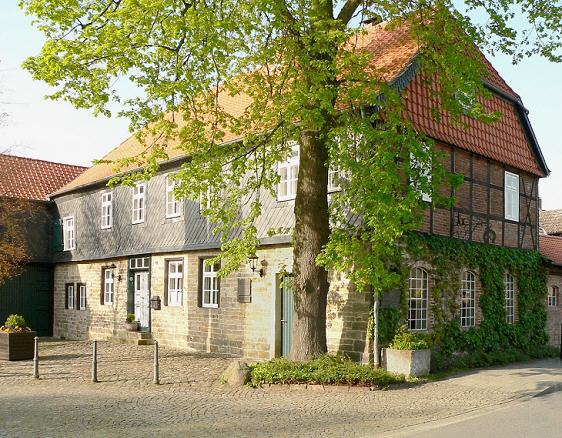
Heinrich-Büssing-Haus in Nordsteimke

Heinrich Büssings Geburtshaus, das 1842 von seinem Vater erbaute Wohnhaus mit Schmiede in Nordsteimke, wurde 1988 im Zusammenhang mit der 750-Jahr-Feier des Ortes zu einem Museum umgestaltet. Die Initiative zur Schaffung des Heinrich-Büssing-Hauses ging vom MAN-Konzern aus. Dabei wurde die frühere Dorfschmiede wieder funktionsfähig rekonstruiert. Neben der Präsentation von Büssings Leben und seinem Schaffen zeigt das Museum die Entwicklung vom Handwerk zur Industrie auf.